# Famille Glotin
Pour les articles homonymes, voir Glotin.
 (janvier 2023).
Si vous disposez d'ouvrages ou d'articles de référence ou si vous connaissez des sites web de qualité traitant du thème abordé ici, merci de compléter l'article en donnant les références utiles à sa vérifiabilité et en les liant à la section « Notes et références ».
La famille Glotin est une famille française, originaire de Bretagne. Elle fut illustrée par Édouard, Paul, Louis, Édouard et Philippe Glotin.

## Historique
D'origine bretonne, la famille Glotin s'installe dans la ville de Lorient au XVIIIe siècle, où elle occupe une place distinguée dans la bourgeoisie locale.
Pierre-Joseph Glotin (1828-1884), officier de marine, s'installe à Bordeaux à la suite de son mariage avec sa cousine Suzanne Legrand, fille d'Édouard Legrand, commissaire de la marine et directeur des subsistances de la Marine, et d'Anne-Laure Roger, héritière de la fondatrice de Marie Brizard. Pierre-Joseph démissionne de la Marine en 1857 pour prendre la direction de Marie Brizard.

## Personnalités

### Pierre-François Glotin (1757-1824)
Né le 2 janvier 1757 à Dinan, il devient docteur en médecine et en chirurgie. Il est major des dragons de la garde nationale de Lorient. 
Il décède le 27 septembre 1824 à Lorient.

### Pierre-Joseph Glotin (1828-1884)

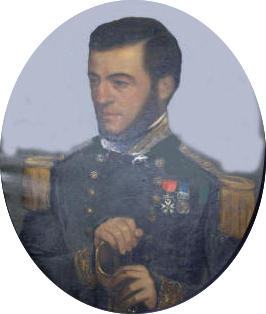
Pierre-Joseph Glotin

Né le 27 mars 1828 à Lorient, fils de Ollivier Glotin (1796-1828), chef de comptabilité des subsistances de la Marine, et de Nancy Legrand, fille de Pierre Joseph Legrand, commissaire de la Marine et directeur des Subsistances de la Marine, et de Suzanne Dumas. Il est le petit-fils de Pierre-François Glotin (1757-1824).
Il entre à l'École navale en 1842, devient lieutenant de vaisseau en 1854 et prend part à la guerre de Crimée et au siège de Sébastopol. Il est décoré de la médaille de la Reine d'Angleterre et de la Légion d'honneur en 1855.
Il quitte la Marine en 1857 et reprend la maison Marie Brizard & Roger, dont il devient directeur, après son mariage avec sa cousine germaine Suzanne Legrand. Suzanne Legrand, qui était la fille de son oncle le commissaire de la Marine Edouard Legrand, était l'héritière par sa mère Laure Roger de la fondatrice de la maison Marie Brizard. 
Il décède le 29 mai 1884 à Bordeaux.
Il est le père d'Édouard, de Paul, ainsi que le beau-père d'Édouard Harlé et de l'ingénieur centralien Paul Philippon (père de l'amiral Jean Philippon).

### Hyancinthe Glotin (1830-1901)
Il naît à Lorient le 28 juin 1830 et y décède le 10 avril 1901. Il épouse Marie-Joséphine Le Pontois, dont la nièce a pour parrain le pape Pie IX.
Notaire et négociant à Lorient, il est le fondateur d'un des quartiers de la ville.

### Édouard Glotin (1858-1933)

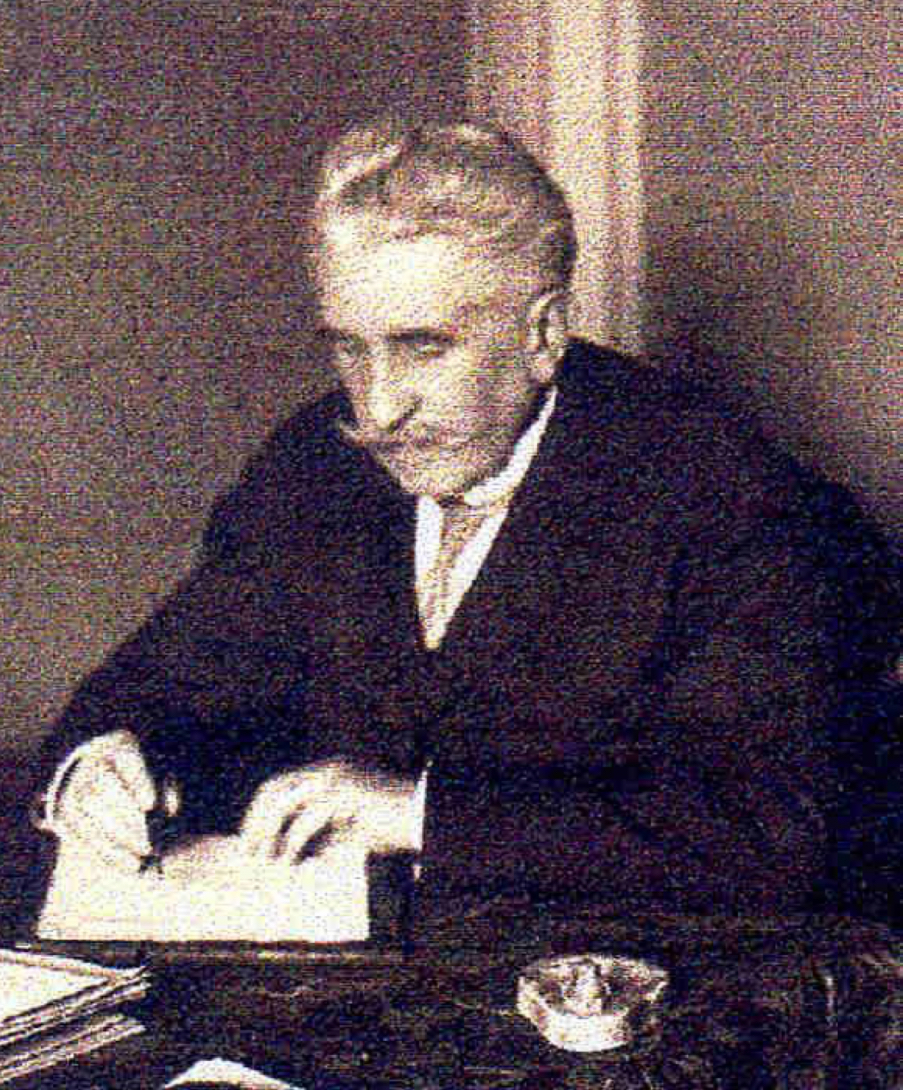
Édouard Glotin

Directeur de Marie Brizard, président du Syndicat national des vins, cidres, spiritueux et liqueurs de France, président-fondateur du Comité catholique de la Gironde future Union régionale des patronages du Sud-ouest.

### Hyacinthe Glotin (1868-1930)
Il est le fils de Hyancinthe Glotin (1830-1901).
Avocat à Paris et à Nantes, il est conseiller municipal de Lorient, président de la président de la Conférence de Saint-Vincent-de-Paul de Redon, de la Caisse d'Épargne de Lorient de 1920 à 1930. 
S'opposant aux inventaires à la suite de la loi de séparation de 1905 et défenseur de l'Église catholique, il dénonce les lois de laïcisation et défend les congrégations religieuses. Il acquiert par deux fois l'Abbaye de Kergonan (1895 et 1910) pour que les moines bénédictins puissent s'y installer.

### Paul Glotin (1870-1933)

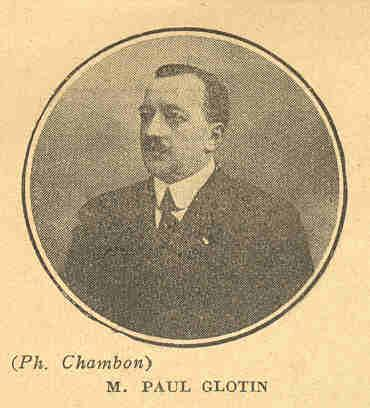
Paul Glotin

Capitaine d'infanterie et directeur de Marie Brizard, il est adjoint au maire de Bordeaux, conseiller général et député de la Gironde et président d'honneur de l’Association catholique de la jeunesse française (ACJF).

### Henry Glotin (1896-1962)
Il est le fils de Paul Glotin (1870-1933).
Élève de l'École navale et capitaine de vaisseau, il quitte la marine pour devenir directeur de Marie Brizard. Il est adjoint au maire de Bordeaux et vice-président du Comité départemental FSCF
de la Gironde.
Il est fait officier de la Légion d'honneur en 1938.
Il épouse Janine de Courson de La Villeneuve, petite-fille de Louis-Adolphe de Gouzillon de Bélizal.

### Pierre Glotin (1897-1950)
Il est le fils de Paul Glotin (1870-1933).
Capitaine d'artillerie, il devient directeur de Marie Brizard. Durant la Seconde Guerre mondiale, il est arrêté par la gestapo pour avoir fait traverser la frontière espagnole à plusieurs personnes.
Il est président de l'Union des Patronages du Sud-Ouest de 1940 à 1950.
Marié à Eileen Reyher, il est le père de Gérard et d'Édouard, ainsi que le beau-père de Robert Caron de Beaumarchais.

### Louis Glotin (1898-1973)

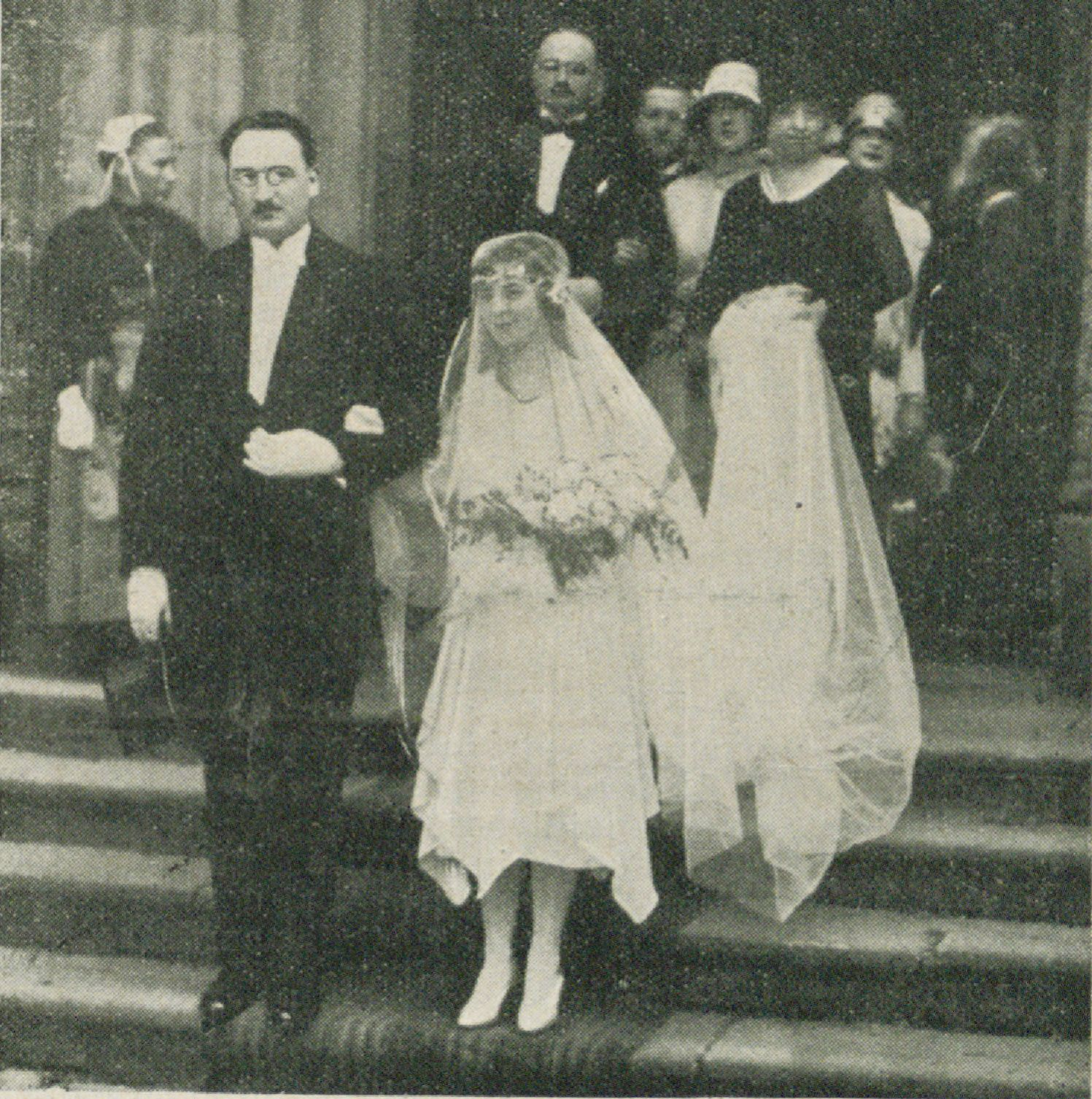
Louis Glotin

Louis Glotin est le fils de Hyancinthe Glotin (1868-1930).
Avocat, il est président de la Caise d'Épargne de Lorient, vice-président de l'Union nationale des Caisses d'Épargne, maire de Lorient de 1959 à 1965, président du conseil paroissial de Saint-Anne d'Arvor et président départemental de l'APEL.

### Yves Glotin (1899-1972)
Il est le fils de Paul Glotin (1870-1933).
Polytechnicien, il est président-directeur général de Marie Brizard, président de la Chambre de commerce et d'industrie de Bordeaux, du port autonome de Bordeaux, de la Région économique Aquitaine, de la Section de l'adaptation à la recherche technique et à l'information économique du Conseil économique et social, secrétaire général de la Confédération patronale girondine, directeur du Conseil central du Rotary International.

### Jean Glotin (1908-1986)
Il est le fils de Paul Glotin (1870-1933).
Président-directeur général de Marie Brizard, il est président du Syndicat national des fabricants de liqueurs, de la section des spiritueux de la Communauté économique européenne, du Syndicat d'exportation des vins et spiritueux de France, de la Confédération nationale des vins et spiritueux (CNVS).

### Édouard Glotin (1927-2015)
Prêtre jésuite et écrivain spirituel, promoteur de la dévotion eucharistique/.

### Gérard Glotin (1928-1998)
Président-directeur général de Marie Brizard, il est président du Syndicat national des fabricants de liqueurs, président-fondateur de l'Association des Hénokiens.

### Paul Glotin (1933-2011)
Président-directeur général de Marie Brizard, il est président de la Fédération des grands vins de Bordeaux, du Conseil Interprofessionnel du Vin de Bordeaux en 1971, de la Fédération des Syndicats du commerce en gros des vins et spiritueux de Bordeaux et de la Gironde, de la Chambre de commerce et d'industrie de Bordeaux, de la Caisse régionale du Crédit agricole du Libournais, administrateur de l'Institut national des appellations d'origine.

### Philippe Glotin (1938-1996)

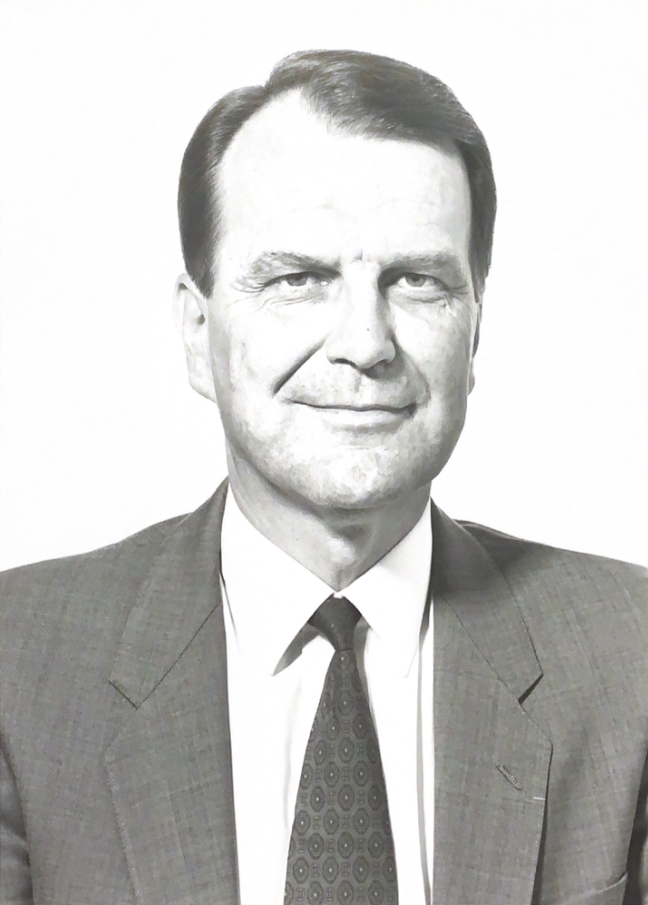
Philippe Glotin

Chef d'entreprises, il est président-directeur général de SFR et de TDR, président du conseil de surveillance de Marie Brizard et de la Société financière d'Aquitaine, vice-président d'Alcatel Business Systems, directeur général d'Alcatel Thomson Radiotéléphone, de Cofira et de Cegetel, président de l'Association française des opérateurs de réseaux et de services de télécommunication

### Patrick Glotin (1960)
Auteur, réalisateur et voyageur.

## Liens de filiation entre les personnalités notoires
- Pierre Francois Glotin (1757-1824), chirurgien, docteur en médecine[note 1]. Il épouse Marie Sainte Le Bail.
  - Hyacinthe-Caton Glotin (1794-1847), docteur en médecine. Il épouse Amélie Le Discot.
    - Hyacinthe Antoine Glotin (1830-1901), notaire[note 2].
      - Hyacinthe Glotin (1868-1930), avocat et avoué[note 3].
        - Louis Glotin (1898-1973), homme politique.

  - Ollivier Marie Glotin (1796-1828), employé aux subsistances de la Marine. Il épouse Nancy Legrand, fille de Pierre Joseph Legrand, commissaire de la Marine et directeur des Subsistances de la Marine, et de Suzanne Dumas.
    - Pierre Joseph Glotin (1828-1884), négociant[note 4]. Il épouse Suzanne Legrand.
      - Édouard Glotin (dirigeant sportif) (1858-1933), personnalité bordelaise, dirigeant de la maison Marie Brizard et attachée au développement des patronages locaux.
      - Paul Glotin (1870-1933), industriel et homme politique. Il épouse Anne Roudier.
        - Henri Glotin (1896-1962), officier de Marine[note 5].
        - Pierre Glotin (1897-1950), liquoriste[note 6]. Il épouse Eileen Reyher.
          - Édouard Glotin (Jésuite) (1927-2015), prêtre jésuite et écrivain spirituel, promoteur de la dévotion eucharistique.
          - Gérard Glotin (1928-1998), industriel distillateur et liquoriste. Président-directeur général de Marie Brizard, il est président du Syndicat national des fabricants de liqueurs, président-fondateur de l'association Les Hénokiens.

        - Yves Glotin (1899-1972), liquoriste[note 7]. Il épouse Henriette Labat.
          - Paul Glotin (1933-2011), personnalité du monde viticole.
          - Philippe Glotin (1938-1996), ingénieur et chef d'entreprise.

        - Jean Glotin (1908-1986), liquoriste[note 8].

## Hommages
- Rue Yves-Glotin, à Bordeaux
- Rue Hyacinthe-Antoine Glotin, à Lorient
- Place Louis-Glotin, à Lorient

## Pour approfondir